# Молдовень (Нямц)
Молдовень, Молдовені (рум. Moldoveni) — село у повіті Нямц в Румунії. Входить до складу комуни Молдовень.
Село розташоване на відстані 271 км на північ від Бухареста, 34 км на схід від П'ятра-Нямца, 70 км на південний захід від Ясс.

## Населення
За даними перепису населення 2002 року у селі проживала 1461 особа, усі — румуни. Усі жителі села рідною мовою назвали румунську.